# Strömstads shoppingcenter
Strömstad shoppingcenter är ett köpcentrum i Strömstad. Anläggningen öppnades för allmänheten den 11 juni 2015 under namnet Gallerian Strömstad och består av 20 000 kvm butiksyta. Hösten 2019 ändrades namnet till Strömstad shoppingcenter.
Anläggningen ägs av BT Property Strömstad AB.